# هوراس أ. بورتر
هوراس أ. بورتر هو سياسي كندي، ولد في 20 يوليو 1879 في لندن في المملكة المتحدة، وتوفي في 13 فبراير 1953 في Rothesay, New Brunswick ‏ في كندا. نشط حزبياً في الجمعية الليبرالية لنيو برونزويك ‏. وقد انتخب عضو الجمعية التشريعية لنيو برونزويك ‏.